# 北上ジャンクション
北上ジャンクション（きたかみジャンクション）は、岩手県北上市鬼柳町、上鬼柳町にある東北自動車道と秋田自動車道を接続するハート型のジャンクションである。

## 道路
- E4 東北自動車道（37番）
- E46 秋田自動車道

## 歴史
- 1977年（昭和52年）11月19日 :  東北自動車道一関ICから盛岡南ICまでが開通。当時はJCTが設置されていなかった。
- 1994年（平成6年）8月4日 : 秋田自動車道北上JCTから北上西ICまで開通し、供用開始する。

## 隣
E4 東北自動車道
(36-1)北上金ヶ崎IC/PA - (37)北上JCT - (38)北上江釣子IC
E46 秋田自動車道
(37)北上JCT - (1)北上西IC

## 画像
- 東北道上り線側の分岐（2014年4月）
- 左手前から右奥に向かうのが東北道、左奥の秋田道方面から右手前にかけて弧を描くのが、東北道上り方面へのAランプ